# Раппольди-Карер, Лаура
Лаура Раппольди-Карер (нем. Laura Rappoldi-Kahrer, урождённая Карер; 14 января 1853, Мистельбах-ан-дер-Цайя — 1 августа 1925, Дрезден) — немецкая пианистка австрийского происхождения. Мать Адриана Раппольди.

## Биография
Начала учиться музыке в своём родном городе у Йозефа Антона Гшпанна, которому в 11-летнем возрасте в знак признательности посвятила своё первое произведение, Элегию для фортепиано. Окончила Венскую консерваторию (1869), училась у Йозефа Дакса, Феликса Дессоффа, Антона Брукнера. Летом 1870 года занималась под руководством Ференца Листа в Веймаре, затем в 1870—1872 годах совершенствовала своё мастерство в Санкт-Петербурге у Адольфа Гензельта, в то же время предприняв большое концертное турне по России, включавшее выступления в Харькове, Киеве, Полтаве, Одессе, Севастополе, Феодосии, Таганроге, Ростове, Новочеркасске, а также в Финляндии, Лифляндии и Курляндии; высшей точкой этих гастролей стал концерт в ноябре 1871 года в Москве, в ходе которого Лаура Карер исполнила Первый фортепианный концерт Листа (дирижировал Николай Рубинштейн) и собственные сольные пьесы. П. И. Чайковский отмечал по поводу этого концерта, что игра Карер «отличается блеском и талантливостью, хотя к ней и нельзя ещё приложить строгий критерий художественной виртуозности; всестороннее развитие её таланта принадлежит будущему. <…> Во всяком случае она с честью выдержала это первое испытание и весьма радушно встречена слушателями».
Вернувшись в Германию, летом 1874 года занималась под руководством Ханса фон Бюлова. В том же году вышла замуж за скрипача Эдуарда Раппольди. С 1876 года жила и работала в Дрездене, где её муж получил место в оркестре Дрезденской придворной оперы, в том же году исполнила германскую премьеру Второго фортепианного концерта Камиля Сен-Санса (дирижёр Эрнст фон Шух). Гастролировала в Дании, Англии, Австро-Венгрии, выступала в ансамбле с дирижёром Нильсом Гаде, виолончелистами Фридрихом Грюцмахером и Робертом Хаусманом, скрипачкой Вильмой Неруда. На рубеже 1870—1880-х годов вечера камерной музыки супругов Раппольди были важной частью музыкальной жизни Дрездена.
С 1890 года преподавала в Дрезденской консерватории, с 1911 года — профессор. В 1908—1910 годах печатала в периодике мемуарные очерки, которые посмертно, в 1929 году, опубликовал в виде книги Феликс фон Лепель.